# Thorigny
Thorigny [tɔʁiɲi] ist eine französische Gemeinde mit 1.255 Einwohnern (Stand: 1. Januar 2022) im Département Vendée in der Region Pays de la Loire. Sie gehört zum Arrondissement La Roche-sur-Yon, ist Teil des Kantons Chantonnay (bis 2015: Kanton La Roche-sur-Yon-Sud) und des Gemeindeverbandes La Roche-sur-Yon Agglomération. Die Einwohner heißen Thorignais.

## Geografie
Thorigny liegt etwa 18 Kilometer ostsüdöstlich von La Roche-sur-Yon. Umgeben wird Thorigny von den Nachbargemeinden Fougeré im Norden, Bournezeau im Nordosten, Les Pineaux im Osten und Südosten, Château-Guibert im Süden, Saint-Florent-des-Bois im Westen und Südwesten sowie La Chaize-le-Vicomte im Westen und Nordwesten.

## Bevölkerungsentwicklung
| Jahr                      | 1962 | 1968 | 1975 | 1982 | 1990 | 1999 | 2006 | 2013 |
| Einwohner                 | 1101 | 1001 | 926  | 819  | 828  | 881  | 949  | 1190 |
| Quelle: Cassini und INSEE |      |      |      |      |      |      |      |      |

## Sehenswürdigkeiten
- Kirche Saint-Denis aus dem 16. Jahrhundert
- Haus La Barre (Monument historique)

## Persönlichkeiten
- Luc Guyau (* 1948), Landwirt und Gewerkschafter